# USS Camp (DE-251)
USS Camp (DE-251/DER-251) là một tàu hộ tống khu trục lớp Edsall từng phục vụ cùng Hải quân Hoa Kỳ trong Chiến tranh Thế giới thứ hai. Nó là chiếc tàu chiến duy nhất của Hải quân Hoa Kỳ được đặt cái tên này, theo tên Thiếu úy Hải quân Jack Hill Camp (1916-1942), phi công phục vụ cùng Liên đội Tuần tra 44 hoạt động tại Midway, tham gia trận Midway và bị tử thương vào ngày 7 tháng 6, 1942. Nó đã phục vụ cho đến khi chiến tranh kết thúc, xuất biên chế năm 1946, rồi được xếp lại lớp như một tàu hộ tống khu trục cột mốc radar DER-251 năm 1955 và quay trở lại phục vụ cho đến năm 1971. Con tàu được chuyển cho Việt Nam Cộng hòa như là tàu khu trục RVNS Trần Hưng Đạo (HQ-1), đảm nhiệm vai trò soái hạm của Hải quân Việt Nam Cộng hòa. Nó chạy thoát sang Philippines và nhập biên chế cùng Hải quân Philippine như là chiếc RPS Rajah Lakandula (PF-4) cho đến năm 1988. Con tàu cuối cùng có thể đã bị tháo dỡ. Camp được tặng thưởng bảy Ngôi sao Chiến trận do thành tích phục vụ trong Chiến tranh Việt Nam.

## Thiết kế và chế tạo
Lớp Edsall có thiết kế hầu như tương tự với lớp Cannon dẫn trước; khác biệt chủ yếu là ở hệ thống động lực Kiểu FMR do được trang bị động cơ diesel Fairbanks-Morse dẫn động qua hộp số giảm tốc đến trục chân vịt. Đây là cấu hình động cơ được áp dụng rộng rãi trên tàu ngầm, được chứng tỏ là có độ tin cậy cao hơn so với lớp Cannon.
Vũ khí trang bị bao gồm ba pháo 3 in (76 mm)/50 cal trên tháp pháo nòng đơn có thể đối hạm hoặc phòng không, một khẩu đội pháo phòng không Bofors 40 mm nòng đôi và tám pháo phòng không Oerlikon 20 mm. Vũ khí chống ngầm bao gồm một dàn súng cối chống tàu ngầm Hedgehog Mk. 10 (có 24 nòng và mang theo 144 quả đạn); hai đường ray Mk. 9 và tám máy phóng K3 Mk. 6 để thả mìn sâu. Con tàu vẫn giữ lại ba ống phóng ngư lôi Mark 15 21 inch (533 mm), và được trang bị radar SC dò tìm không trung và mặt biển. Thủy thủ đoàn đầy đủ bao gồm 186 sĩ quan và thủy thủ.
Camp được đặt lườn tại xưởng tàu của hãng Brown Shipbuilding, ở Houston, Texas vào ngày 27 tháng 1, 1943. Nó được hạ thủy vào ngày 16 tháng 4, 1943, được đỡ đầu bởi bà O. H. Camp, mẹ Thiếu úy Camp, và nhập biên chế cùng Hải quân Hoa Kỳ vào ngày 16 tháng 9, 1943 dưới quyền chỉ huy của Hạm trưởng, Thiếu tá Tuần duyên Preston Baker Mavor.

## Lịch sử hoạt động

### USSCamp

#### Thế Chiến II
Trình diện để phục vụ cùng Hạm đội Đại Tây Dương với một thủy thủ đoàn là nhân sự của Tuần duyên Hoa Kỳ, Camp hoạt động như tàu huấn luyện cho thủy thủ đoàn các tàu hộ tống khu trục trong tương lai. Nó khởi hành từ Norfolk, Virginia vào ngày 14 tháng 12, 1943 để hộ tống một đoàn tàu vận tải vượt Đại Tây Dương để đi sang Casablanca, Maroc thuộc Pháp, trong giai đoạn phe Đồng Minh đang tập trung lực lượng và phương tiện chuẩn bị cho việc đổ bộ lên Ý. Con tàu quay trở về Norfolk vào ngày 24 tháng 1, 1944, và trong suốt một năm rưỡi tiếp theo đã tiếp tục nhiệm vụ hộ tống vận tải từ New York đến các cảng Anh.
Chống chọi với thời tiết khắc nghiệt tại vùng biển Bắc Đại Tây Dương cùng nguy cơ bị tàu ngầm U-boat đối phương tấn công, nó đã bảo vệ an toàn cho các đoàn tàu mà nó hộ tống, không chiếc tàu buôn nào bị mất do hoạt động thù địch của đối phương. Tuy nhiên một tai nạn va chạm với tàu chở dầu Chrysler's Field ngoài khơi bờ biển phía Nam Ireland vào ngày 16 tháng 11, 1944 đã khiến một thủy thủ của Camp thiệt mạng, và con tàu phải được sửa chữa với một mũi tàu mới. Trong dịp đại tu này, pháo chính 3-inch/50-caliber của nó được nâng cấp lên loại pháo 5-inch/38-caliber.
Hoàn tất chuyến hộ tống vận tải cuối cùng vào ngày 19 tháng 6, 1945, khi chiến tranh kết thúc tại Châu Âu, Camp chuẩn bị để được điều động sang khu vực Mặt trận Thái Bình Dương. Nó rời Charleston, South Carolina vào ngày 9 tháng 7 để đi sang Trân Châu Cảng; tuy nhiên trong khi con tàu đang thực hành huấn luyện tại khu vực Hawaii, Nhật Bản đã chấp nhận đầu hàng vào ngày 15 tháng 8, giúp chấm dứt vĩnh viễn cuộc xung đột. Con tàu tiếp tục đi đến Eniwetok để làm nhiệm vụ chiếm đóng, giám sát việc triệt thoái binh linh Nhật Bản khỏi đảo Mili, rồi làm nhiệm vụ giải cứu không-biển ngoài khơi Kwajalein cho đến ngày 4 tháng 11. Nó lên đường để quay trở về Hoa Kỳ, về đến New York vào ngày 10 tháng 12, và được cho xuất biên chế vào ngày 1 tháng 5, 1946 và được đưa về Hạm đội Dự bị Đại Tây Dương.

#### 1956 - 1965

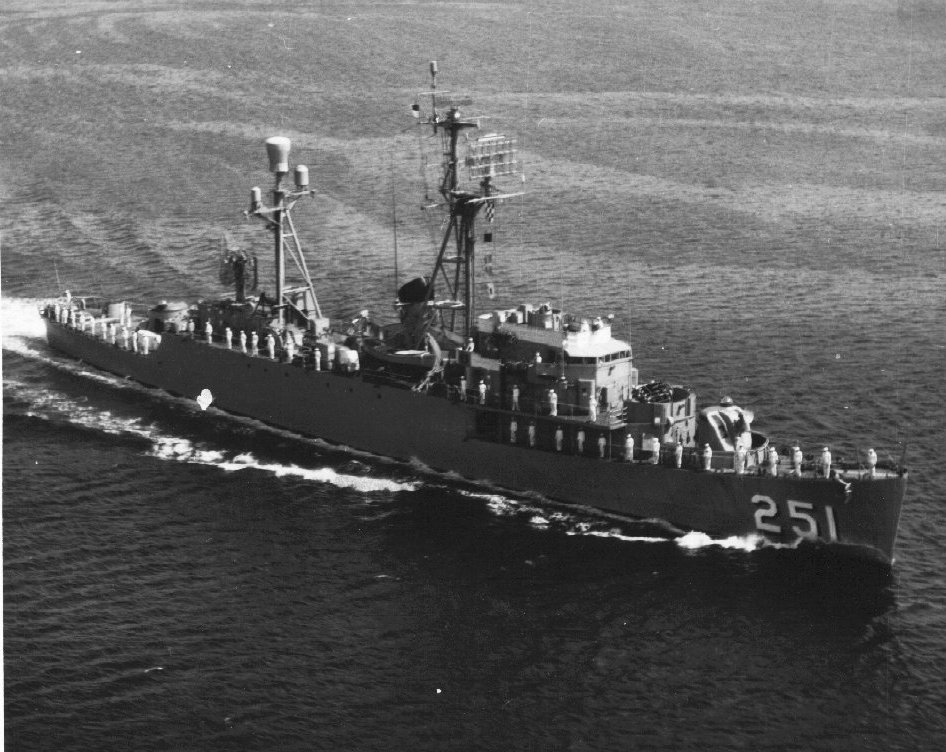
USS Camp vào khoảng thập niên 1960

Camp được cải biến thành một tàu hộ tống khu trục cột mốc radar, rồi được xếp lại lớp với ký hiệu lườn mới DER-251 vào ngày 7 tháng 12, 1955. Vào lúc này hai khẩu pháo 5-inch/38-caliber của nó được thay thế bằng hai pháo 3-inch/50-caliber. Nó được cho tái biên chế vào ngày 31 tháng 7, 1956, đi đến Newport, Rhode Island vào ngày 19 tháng 2, 1957 để phục vụ cùng Hải đội Hộ tống 16, và hoạt động như cột mốc radar trong Đường cảnh báo sớm từ xa - (DEW: Distant Early Warning) Line - nhằm cảnh báo sớm khả năng bị máy bay ném bom chiến lược hay tên lửa đạn đạo đối phương tấn công. Nó được bố trí tại hàng rào Đại Tây Dương ngoài khơi Argentia, Newfoundland cho đến năm 1962.
Vào các năm 1962 và 1963, Camp hoạt động tại khu vực Greenock, Scotland. Đang khi tuần tra tại vùng biển Ireland, nó bị vỡ một mảng vỏ bọc bên ngoài lườn tàu, và phải được sửa chữa khẩn cấp ngoài biển để ngăn chặn việc tràn dầu. Vào các năm 1964 và 1965, con tàu phục vụ tuần tra tại vùng biển Cuba, theo dõi các tàu chở hàng Liên Xô đi đến đảo quốc này đồng thời cứu vớt những người tị nạn Cuba tìm cách đào thoát khỏi nơi đây.

#### Chiến tranh Việt Nam
Vào năm 1965, sau khi dàn ăn-ten radar lớn được tháo dỡ, Camp được phái sang vùng biển Việt Nam và tham gia  vào Chiến dịch Market Time nhằm ngăn chặn việc vận chuyển vũ khí và tiếp liệu từ Bắc Việt Nam vào Nam Việt Nam. Có mặt tại cửa sông Trà Khúc, Quảng Ngãi vào đêm 7 tháng 8, 1967, nó bắn pháo sáng hỗ trợ cho Căn cứ Giang đoàn 16 trên sông Trà Khúc chống trả lại sự tấn công của đối phương, phái các xuồng tuần tra sông cao tốc đi đến hỗ trợ hỏa lực cho trận chiến, và đến sáng hôm đó đã giúp vận chuyển 15 người bị thương sang máy bay trực thăng để đưa đến Bệnh viện Dã chiến 1 tại Quảng Ngãi, cũng như giúp di tản 25 người khác đến Chu Lai.
Được điều sang hoạt động tuần tra tại eo biển Đài Loan vào cuối tháng 9, 1967, Camp đi đến Cao Hùng để thay phiên cho tàu khu trục hộ tống USS Wilhoite. Nó buộc phải di chuyển hết tốc độ lên phía Bắc để né tránh cơn bão Carla. Chịu đựng những cơn sóng cao 40 ft (12 m) và sức gió lên đến 70 kn (81 mph; 130 km/h) liên tục trong nhiều ngày, con tàu bị hư hại nặng tháp pháo phía mũi và bị mất radar điều khiển hỏa lực. Khi cơn bão chấm dứt con tàu chuyển hướng đến Sasebo, Nhật Bản để sửa chữa trong ụ tàu. Tháp pháo kín phía đuôi được chuyển đến vị trí mũi tàu, trong khi tháp pháo đuôi được thay bằng một bệ pháo mở tháo dỡ từ một con tàu đã xuất biên chế.
Sau khi được sửa chữa, Camp quay trở lại hoạt động ngoài khơi Việt Nam, tham gia các nhiệm vụ bao gồm việc hộ tống cho thiết giáp hạm New Jersey (BB-62). Vào năm 1968 trung tâm liên lạc vô tuyến của nó được nâng cấp nhiều lần để cải thiện hiệu quả liên lạc, cho phép nó chuyển tiếp liên lạc đa kênh đồng thời đến nữa vòng trái đất. Con tàu tiếp tục đảm nhiệm vai trò hỗ trợ hải pháo cho lực lượng trên bộ theo yêu cầu, phục vụ như "tàu mẹ" cho các xuồng tuần tra sông cao tốc, và hoạt động như tàu căn cứ tại Hong Kong phục vụ cho mọi con tàu đang hoạt động tại khu vực Đông Nam Á.
Từ ngày 22 tháng 1 đến ngày 15 tháng 4, 1969, Camp đã tham gia vào các cảnh quay của bộ phim Tora! Tora! Tora!, mô tả hoạt động của tàu khu trục USS Ward (DD-139) trong đoạn tuần tra, bắn hải pháo và thả mìn sâu tại lối ra vào Trân Châu Cảng; những cảnh bên trong chiếc Ward được quay trên chiếc Newell (DE-322) đã xuất biên chế.

### Trần Hưng Đạo (HQ-1)
Camp được chuyển giao cho Việt Nam Cộng hòa vào ngày 13 tháng 2, 1971, và phục vụ cùng Hải quân Việt Nam Cộng hòa như là chiếc Trần Hưng Đạo (HQ-1), trở thành một trong số hai chiếc tàu khu trục duy nhất của Hải quân Nam Việt Nam (chiếc còn lại là Trần Khánh Dư (HQ-4), nguyên là tàu chị em USS Forster (DE-334) cùng lớp Edsall). Khi chính phủ Nam Việt Nam sụp đổ vào ngày 30 tháng 4, 1975, Trần Hưng Đạo nằm trong thành phần 28 tàu chiến các loại đã đào thoát khỏi Việt Nam, đi đến vịnh Subic, Philippines vào ngày 7 tháng 5, 1975 và hoàn trả cho Hoa Kỳ. Camp được cho rút tên khỏi danh sách Đăng bạ Hải quân của Hoa Kỳ vào ngày 30 tháng 12, 1975.

### BRP Rajah Lakandula (PF-4)
Con tàu được chính thức chuyển giao cho Philippines vào ngày 5 tháng 4, 1976, và nhập biên chế cùng Hải quân Philippines vào ngày 27 tháng 7, 1976 như là chiếc RPS Rajah Lakandula (PS-4). Nó là chiếc tàu chiến lớn nhất của Philippines vào lúc đó. Đến tháng 7, 1980, nó được xếp lại lớp với ký hiệu lườn PF-4, rồi tiếp tục phục vụ cho đến khi rút biên chế và xóa đăng bạ vào năm 1988. Tính đến  năm 1999, con tàu vẫn được sử dụng như một tàu trại binh tại vịnh Subic; số phận hiện tại của con tàu không rõ, có thể đã bị tháo dỡ.

## Phần thưởng
Camp được tặng thưởng bảy Ngôi sao Chiến trận do thành tích phục vụ trong Chiến tranh Việt Nam.
|                                         |                                                       |  |
|                                         |                                                       |  |
| Silver star · Bronze star · Bronze star | Bronze star · Bronze star · Bronze star · Bronze star |  |

| Huân chương Viễn chinh Hải quân                        | Huân chương Viễn chinh Hải quân                                             | Huân chương Chiến dịch Hoa Kỳ                                               | Huân chương Chiến dịch Hoa Kỳ                       |
| Huân chương Chiến dịch Châu Âu-Châu Phi-Trung Đông     | Huân chương Chiến thắng Thế Chiến II                                        | Huân chương Chiến thắng Thế Chiến II                                        | Huân chương Phục vụ Phòng vệ Quốc gia               |
| Huân chương Phục vụ Việt Nam với 7 Ngôi sao Chiến trận | Huân chương Anh Dũng Bội Tinh (Việt Nam Cộng Hòa) với 4 Ngôi sao Chiến trận | Huân chương Anh Dũng Bội Tinh (Việt Nam Cộng Hòa) với 4 Ngôi sao Chiến trận | Huân chương Chiến dịch Bội tinh (Việt Nam Cộng Hòa) |